# リニアクイン
リニアクイン（欧字名:Linear Queen、1974年4月8日 - 1993年4月7日）は日本の競走馬、繁殖牝馬。
1977年の優駿牝馬（オークス）を制した。

## 生涯

### 誕生の経緯
1960年桜花賞優勝のトキノキロクに、ゲイタイムが配合されて生まれた牝馬のエンタープライズは、松田由太郎厩舎に所属し、23戦5勝を挙げた。競走馬引退後は、北海道浦河町の村下牧場で繁殖牝馬となり、トキノキロクとその母であるマルタツと同様に、桶谷辰造が仔分けで所有した。初年度には父タマナーの牝馬を生産したのち、2年目にはアイルランド産の輸入種牡馬ハードリドンを配合された。1974年4月8日、村下牧場で鹿毛の牝馬（後のリニアクイン）が誕生。
なおリニアクインのエンタープライズは、同じ「エンタープライズ」という名の牝馬（1964年生）が存在するため、血統において1966年生の本馬を「エンタープライズII」と表記している。

### 幼駒時代
鹿毛の牝馬は、牧場では「誉泉」という幼名が附された。誉泉は生後半年で離乳し、牧場分場で育成が施された。2歳9月から脚腰の強化できる砂馬場で運動が行われた。横尾一彦によれば走りぶりは、大跳びで「男馬」のようだったという。11月には三重県四日市市の育成牧場で調教された。
祖母トキノキロクと母エンタープライズや、同じハードリドン産駒であるロングエース、ロングホークを管理した松田が誉泉を管理することとなった。「リニアクイン」と名を改められた後、3歳となってすぐに栗東トレーニングセンターの松田厩舎に入厩した。
松田による調教が進んだ3月初旬に、松田は村下牧場に電話し「リニアクインは相当期待できますよ。じっくり仕上げれば、かなりいいところまで行くでしょう。桜花賞はだめでもオークスは狙えます」と連絡していた。

### 競走馬時代
4歳となった1977年1月5日、京都競馬場の新馬戦（芝1400メートル）に松田幸春が騎乗してデビュー、3番人気での出走となった。第3コーナーで先頭となり、そのまま先頭で入線して初勝利を挙げた。続いて2月6日のクロッカス賞で2着に敗れたが、2月27日のつくし賞で好位から抜け出して勝利した。続いて4月10日の桜花賞に出走した。
桜花賞では、4歳牝馬特別を含めて4連勝を果たしたダイワテスコが1番人気と目され単枠指定に選ばれた。しかし、直前になって脚部不安により出走取消となった。代わって2戦目の新馬戦と若菜賞と連勝したインターグロリアが1番人気に推された。対してリニアクインは「惑星」（横尾一彦）という評価で8番人気に留まった。リニアクインは7,8番手から進んだが、最終コーナーで不利を受けて3着。勝利したインターグロリアから3馬身4分の1離された敗退であった。
続いて、優駿牝馬（オークス）のトライアル競走であるサンケイスポーツ賞4歳牝馬特別ではなく、東京競馬場の4歳中距離ステークスに出走。スタートでは後方だったが次第に好位にとりつき、直線コースで後方に7馬身差をつけて優勝した。騎乗した松田は「走破タイム、レース内容とも満足な一戦です。キャリアは浅いが、その分日増しに成長している感じです。オークスになればもっと力がつくでしょうし、力が入りますね」と振り返っている。
5月22日の優駿牝馬（オークス）に出走。リニアクインが見送ったサンケイスポーツ賞4歳牝馬特別にて、インターグロリアが9着に敗退し評価が減退したこともあり、代わってリニアクインが1番人気に推された。スタートから中団馬群に待機し、ペースは平均的であった。第3コーナーで加速して先頭に取り付き、単独先頭で直線コースに入った。内から2番人気のアイノクレスピンが伸びてきたものの坂を登ると失速し、リニアクインが差を広げ、アイノクレスピンに3馬身離して優勝した。栗東トレーニングセンター所属の関西馬は、1970年のジュピック以来7年振りの優勝となり、騎乗した松田は、デビュー9年目でクラシック競走初勝利となった。走破タイムは優駿牝馬レコードタイムとなる2分28秒1であった。翌週に行われた東京優駿（日本ダービー）の決着タイム2分28秒7を上回るものであり、連闘して東京優駿に参戦すればクリフジやヒサトモに続く牝馬3頭目の優勝も十分考えられたという。しかし、東京優駿には登録されず、栗東トレーニングセンターで夏休みに入った。一部菊花賞への出走を期待する声も上がったが、出走することはなかった。
秋は、10月2日の神戸新聞杯、10月30日の京都牝馬特別をエリザベス女王杯の前哨戦として選択し、共に敗戦。2レースをたたき台にして臨んだ11月20日のエリザベス女王杯では、アイノクレスピンに次ぐ2番人気に推された。第3コーナーで他の馬との接触する不利を受けて、一番外から追い上げる羽目になった。好位から抜け出したインターグロリアに半馬身及ばず、2着に敗退した。続く阪神牝馬特別でもインターグロリアに及ばず3着。明けて5歳に入り、1978年1月5日の金杯（西）に1番人気に支持されて出走し、直線内から抜け出して、ダイフクジュに半馬身差で勝利、優駿牝馬以来の勝利を果たした。
続く2月19日の京都記念は、ホクトボーイ、エリモジョージの2頭の天皇賞優勝馬に次ぐ3番人気に支持されたが、5着に終わった。レース直後に、繋靭帯炎を発症、陣営は引退させず復帰を模索し、村下牧場で治癒が図られた。1979年夏には良化して、栗東トレーニングセンターに戻ることができた。しかし、再び繋靭帯炎が再発。高知県桂浜に移動して、治癒を試みたが完治することなく、1980年3月に競走馬を引退することが決定した。

### 繁殖牝馬時代
引退後は生まれ故郷の村下牧場で繁殖牝馬となった。仔出しは悪くなかったが、産駒で中央勝ちは1頭と成績的には厳しかった。誕生日を翌日に控えた1993年4月7日、出産直後に動脈瘤破裂のため急死した。牝系子孫にも目立った活躍馬は出ないまま、途絶えてしまった。

## 競走成績
以下の内容は、netkeiba.comおよびJBISサーチの情報に基づく。
| 競走日     | 競馬場 | 競走名           | 格  | 距離 （馬場） | 頭 数 | 枠 番 | 馬 番 | オッズ （人気） | 着順 | タイム  | 騎手      | 斤量 [kg] | 1着馬（2着馬）       |
| ---------- | ------ | ---------------- | --- | ------------- | ----- | ----- | ----- | --------------- | ---- | ------- | --------- | --------- | -------------------- |
| 1977.01.05 | 京都   | 4歳新馬          |     | 芝1400m（良） | 15    | 4     | 6     | 006.7（3人）    | 01着 | 01:25.5 | 0松田幸春 | 52        | （ゴールドマスター） |
| 0000.02.06 | 京都   | クロッカス賞     | 3下 | 芝1400m（良） | 10    | 4     | 4     | 005.6（2人）    | 02着 | 01:24.8 | 0松田幸春 | 52        | ファインソブリン     |
| 0000.02.27 | 阪神   | つくし賞         | 3下 | 芝1600m（重） | 10    | 6     | 6     | 002.2（1人）    | 01着 | 01:38.4 | 0松田幸春 | 52        | （フォレストジンク） |
| 0000.04.10 | 阪神   | 桜花賞           |     | 芝1600m（重） | 21    | 4     | 10    | 020.0（8人）    | 03着 | 01:38.2 | 0松田幸春 | 55        | インターグロリア     |
| 0000.04.29 | 東京   | 4歳中距離S       | 6下 | 芝2000m（良） | 8     | 8     | 8     | 003.5（1人）    | 01着 | 02:02.2 | 0松田幸春 | 52        | （マルポエント）     |
| 0000.05.22 | 東京   | 優駿牝馬         |     | 芝2400m（良） | 26    | 3     | 8     | -000（1人）     | 01着 | R2:28.1 | 0松田幸春 | 55        | （アイノクレスピン） |
| 0000.10.02 | 阪神   | 神戸新聞杯       |     | 芝2000m（良） | 10    | 8     | 10    | 004.3（2人）    | 02着 | 02:02.4 | 0松田幸春 | 54        | アイノクレスピン     |
| 0000.10.30 | 京都   | 京都牝馬特別     |     | 芝1600m（良） | 10    | 8     | 10    | 002.1（1人）    | 05着 | 01:35.2 | 0松田幸春 | 56        | リネンジョオー       |
| 0000.11.20 | 京都   | エリザベス女王杯 |     | 芝2400m（良） | 9     | 7     | 7     | 003.4（2人）    | 02着 | 02:28.8 | 0松田幸春 | 55        | インターグロリア     |
| 0000.12.18 | 阪神   | 阪神牝馬特別     |     | 芝2000m（良） | 9     | 7     | 7     | 004.6（3人）    | 03着 | 02:02.1 | 0河内洋   | 57        | インターグロリア     |
| 1978.01.05 | 京都   | 金杯（西）       |     | 芝2000m（良） | 16    | 2     | 3     | 005.4（1人）    | 01着 | 02:04.0 | 0松田幸春 | 56        | （ダイフクジュ）     |
| 0000.02.19 | 京都   | 京都記念         |     | 芝2400m（良） | 7     | 4     | 4     | 005.1（3人）    | 05着 | 02:29.8 | 0松田幸春 | 57        | エリモジョージ       |

- 表中太字強調は、八大競走を示す。

## 血統表
| リニアクインの血統                              | リニアクインの血統                            | リニアクインの血統               | （血統表の出典）        | （血統表の出典） |
| 父系                                            | ファリス系                                    | ファリス系                       | ファリス系              |                  |
| 父 *ハードリドン Hard Ridden 1955 鹿毛 イギリス | 父の父Hard Sauce 1948 鹿毛 イギリス           | Ardan                            | Pharis                  | Pharis           |
| 父 *ハードリドン Hard Ridden 1955 鹿毛 イギリス | 父の父Hard Sauce 1948 鹿毛 イギリス           | Ardan                            | Adargatis               |                  |
| 父 *ハードリドン Hard Ridden 1955 鹿毛 イギリス | 父の父Hard Sauce 1948 鹿毛 イギリス           | Saucy Bella                      | Bellacose               | Bellacose        |
| 父 *ハードリドン Hard Ridden 1955 鹿毛 イギリス | 父の父Hard Sauce 1948 鹿毛 イギリス           | Saucy Bella                      | Marmite                 |                  |
| 父 *ハードリドン Hard Ridden 1955 鹿毛 イギリス | 父の母Toute Belle 1947 鹿毛 フランス          | Admiral Drake                    | Craig An Eran           | Craig An Eran    |
| 父 *ハードリドン Hard Ridden 1955 鹿毛 イギリス | 父の母Toute Belle 1947 鹿毛 フランス          | Admiral Drake                    | Plucky Liege            |                  |
| 父 *ハードリドン Hard Ridden 1955 鹿毛 イギリス | 父の母Toute Belle 1947 鹿毛 フランス          | Chatelaine                       | Casterari               | Casterari        |
| 父 *ハードリドン Hard Ridden 1955 鹿毛 イギリス | 父の母Toute Belle 1947 鹿毛 フランス          | Chatelaine                       | Yssel                   |                  |
| 母 エンタープライズII 1966 栗毛 日本            | 母の父*ゲイタイム Gay Time 1949 栗毛 イギリス | Rockefella                       | Hyperion                | Hyperion         |
| 母 エンタープライズII 1966 栗毛 日本            | 母の父*ゲイタイム Gay Time 1949 栗毛 イギリス | Rockefella                       | Rockfel                 |                  |
| 母 エンタープライズII 1966 栗毛 日本            | 母の父*ゲイタイム Gay Time 1949 栗毛 イギリス | Daring Miss                      | Felicitation            | Felicitation     |
| 母 エンタープライズII 1966 栗毛 日本            | 母の父*ゲイタイム Gay Time 1949 栗毛 イギリス | Daring Miss                      | Venturesome             |                  |
| 母 エンタープライズII 1966 栗毛 日本            | 母の母トキノキロク 1957 黒鹿毛 日本           | *ライジングフレーム Rising Flame | The Phoenix             | The Phoenix      |
| 母 エンタープライズII 1966 栗毛 日本            | 母の母トキノキロク 1957 黒鹿毛 日本           | *ライジングフレーム Rising Flame | Admirable               |                  |
| 母 エンタープライズII 1966 栗毛 日本            | 母の母トキノキロク 1957 黒鹿毛 日本           | マルタツ                         | セントライト            | セントライト     |
| 母 エンタープライズII 1966 栗毛 日本            | 母の母トキノキロク 1957 黒鹿毛 日本           | マルタツ                         | ゴールドウエツデイング  |                  |
| 母系(F-No.)                                     | ヘレンサーフ系(FN:16-c)                       | ヘレンサーフ系(FN:16-c)          | ヘレンサーフ系(FN:16-c) | [ § 2 ]          |
| 5代内の近親交配                                 | 5代内アウトブリード                           | 5代内アウトブリード              | 5代内アウトブリード     | [ § 3 ]          |
| 出典                                            | 1. 2. 3.                                      | 1. 2. 3.                         | 1. 2. 3.                | 1. 2. 3.         |